# 黃養正 (萬曆進士)
黄养正（？—1619年），字玉如，號聖源（又号聖原），河南归德府永城縣军籍。

## 生平
治诗经，万历三十七年（1609年）己酉科河南乡试第十四名举人，四十七年（1619年）己未科進士，兵部观政，未仕卒。妻夏氏，夫故，拊尸痛哭，誓以身殉，從容自缢，面色如生，奉旨给银三十两建坊。

## 家族
曾祖黄臻。祖父黄卷，廪生。父黃運泰，户科給事中，总督辽饷户部尚书。弟黄养质，字玉相，泰昌元年恩贡。黄养冲，字玉章，號浩源，开黄门书院于邑东，与兄养正约同邑文士习业其中。曽与练国事同在凤阳总督马士英幕府中赞画，诱降劉超。顺治四年应岁荐，授陕州训导。与诸生定条约，每乡立文社，崇尚实学，士风丕变，陕六十年无登科者，是年乡荐有人，士林颂焉。